# Nela Martínez
Nela Martínez, född 1912, död 2004, var en ecuadoriansk politiker.
Hon blev 1945 sitt lands första kvinnliga parlamentariker. 